# Die Conditors
Die Conditors waren eine deutsche Rockband aus Dortmund, die in den 1980er Jahren Bekanntheit erlangten. Ihr Stil war bei Rock und New Wave einzuordnen.

## Geschichte
Die Band wurde 1980 in Dortmund gegründet. Die Conditors texteten zuerst Englisch, wechselten jedoch bald auf Deutsch. Peter Freiberg hatte bereits bei der Folk-Rock-Band Cochise gesungen und Schlagzeug gespielt, die anderen Bandmitglieder hatten mit der Band Messalla die LP Another Sunday Morning (1979) veröffentlicht.
1982 erschien ihre erste LP, die Rockmusik/New Wave mit humorvollen deutschen Texten bot (New Wave in Richtung etwa von The Police, also mit Einfluss von Reggae und Punk). Der Musikexpress schrieb: „Die Conditors gefallen auf Grund ihres, nennen wir es einmal Anarcho-Touches. Klar, auch den Jungs sind keine Themen eingefallen, denen man bescheinigen kann, noch nie auf Platten verbraten worden zu sein. Trotzdem: Sänger und Texter Peter Freiberg ist es recht überzeugend gelungen, seine Standpunkte persönlich und witzig klarzumachen!“.
1982 und 1983 absolvierten sie eine Konzerttour durch Deutschland und die Schweiz. Peter Jureit wechselte zu Grobschnitt und wurde durch Philipp Imdahl (* 1958, Ex Pussy Krull Band, Sohn von Max Imdahl) ersetzt. Mit der Single "Aba sia Maria" hatten sie einen ersten Radioerfolg. Bald gehörten die Conditors neben Geier Sturzflug zu den bekannteren Bands aus dem Ruhrgebiet.
1984 veröffentlichen sie ihre zweite LP Dankeschön Bitteschön und der WDR zeigte einen 30-minütigen Film über die Conditors: wie spielt man sich nach oben und die Single Kalt wie Eis lief öfters im Radio. Mit der Single Himbeereis im heißen Tee folgte ein Hit, mit dem sie zweimal in der ZDF-Hitparade auftraten.
1985 nannte sich die Gruppe in Freiberg und die Conditors um, 1986 erschien das dritte und letzte Album Pass auf. 1989 folgte die Kompilation Am andren Ende der Stadt 80-88.

## Nachfolge-Aktivitäten
Seit 2010 spielen Peter Freiberg und Peter Jureit in der Band The Buh. Zu Ehren des 2010 verstorbenen Gitarristen Uli Steinert gaben am 10. September 2011 in Dortmund mehrere ehemalige Bandmitglieder ein Konzert mit den Bands Messalla und The Buh. Dabei wurden nur Lieder gespielt, die von Steinert geschrieben wurden.

## Diskografie
Alben
- 1982: Die Conditors
- 1984: Dankeschön Bitteschön
- 1986: Pass auf
- 1989: Am andren Ende der Stadt 80-88

Singles
- 1982: Mach das Fernsehen aus
- 1983: Aba sia Maria
- 1983: Kalt wie Eis
- 1984: Himbeereis im heißen Tee
- 1985: Prinz Eisenherz
- 1985: In meinen Kopf ist eine Party